# Tour della nazionale maschile di rugby a 15 della Nuova Zelanda 1924
Nel 1924, la nazionale neozelandese di rugby a 15 si recò in tour in Australia o più esattamente in Nuovo Galles del sud. Al termine disputò due match in patria contro Auckland Rugby Union una selezione mista delle province di Manawatu e Horowhenua-Kapiti

## Risultati
Sistema di punteggio: meta = 3 punti, Trasformazione=2 punti. Punizione e calcio da mark=  3 punti. drop = 4 punti. 
| Arbitro: | ALC Irving |

|                                                                               |           |                                                                 |
| mete: Crossman, Greatorex Smith, Stanley Thorn trasf.: Nothling c.p.: Stanley | Marcatori | mete: Cooke, Hart Masters trasf.: Nepia, Richardson c.p.: Nepia |

| Sydney 9 luglio 1924 | Metropolitan Union | 5 – 38 | Nuova Zelanda XV | Showgrounds |

| Arbitro: | A Irving. |

|                                |           |                                        |
| mete: Greatorex, trasf.: Thorn | Marcatori | mete: Cooke, Lucas 3 Munro, Svenson 2. |

| Arbitro: | G. Flannery |

|                                                |           |                                                                                     |
| mete: Stanley, trasf.: Nothling c.p.: Nothling | Marcatori | mete: Brown, Cooke Cupples, Lucas Munro, Porter 3 Svenson, White trasf.: Nicholls 4 |

| Auckland 23 luglio 1924 | Auckland | 14 – 3 | Nuova Zelanda XV | Eden Park |

| Palmerston North 26 luglio 1924 | Manawatu-Horowhenua | 12 – 27 | Nuova Zelanda XV |  |